# 石黒泰子
石黒 泰子（いしぐろ やすこ、1967年12月6日 - ）は、日本の元女子プロレスラー。東京都文京区出身。全日本女子プロレス所属。

## 経歴・戦歴
1985年
- 7月23日、全日本女子プロレス・横須賀市総合体育館において、対仲前芽久美戦でデビュー。
- 11月10日、新人王トーナメントの2回戦で坂本あけみに敗れ1回戦はシードながら初戦で姿を消す。
- 12月25日、クラッシュギャルズ主演のミュージカル「ダイナマイト・キッド」に出演する（12月30日まで）。

1986年
- 1月26日、坂本あけみの負傷欠場に伴い極悪同盟に加入。開催中の全日本タッグ選手権初代王座決定リーグ戦にも残り試合を仲前芽久美のパートナーとして出場することとなる。
- 1月30日、永友香奈子とのシングルマッチでピンフォールを奪い先輩レスラーからは初めての白星を挙げる。
- 2月12日、全日本タッグ選手権初代王座決定リーグ戦で小松美加、永友香奈子組と対戦。小松美加からフォールを奪い勝利。
- 5月26日、6人タッグながら初めてメインに出場しダンプ松本、ブル中野と組みライオネス飛鳥、立野記代、永堀一恵組と対戦する。
- 5月29日、宇野久子（北斗晶）の保持する全日本ジュニア王座に挑戦し王座を奪取。
- 7月3日、シングルマッチでコンドル斎藤と対戦しピンフォールを奪い勝利する。
- 7月22日、同期入門選手11人で行われた佐藤真紀メモリアル・トーナメントの決勝で岩本久美子を破り優勝。
- 7月24日、全日本ジュニア王座の防衛戦が行われ鈴木美香（みなみ鈴香）を破り初防衛に成功。
- 8月21日、小松美加、永友香奈子組の保持する全日本タッグ王座にコンドル斎藤と組み挑戦するも引き分けで王座奪取ならず。また、同日から開幕されるタッグリーグ・ザ・ベスト'86にダンプ松本のパートナーとして出場することとなる。
- 9月25日、全日本ジュニア王座の防衛戦で宇野久子（北斗晶）の挑戦を退け2度目の防衛に成功。
- 10月25日、6人タッグマッチが行われトレーシー・リチャード、影かほると組み小倉由美、永堀一恵、堀田祐美子組と対戦。小倉由美からフォールを奪い自軍を勝利に導く。
- 11月7日、全日本ジュニア王座の防衛戦で堀田祐美子を破り3度目の防衛に成功。
- 12月6日、極悪同盟の一員として参加していたチーム対抗公式リーグ戦の優勝決定戦に出場しニューヨーカーズを破り優勝。

1987年
- 1月3日、全日本女子プロレスの恒例行事となっていた新年マラソン大会に出場（順位は参加27人中16位）。
- 1月4日、極悪同盟からの脱退と全日本ジュニア王座の返上を表明。
- 2月26日、ブル中野の保持する全日本シングル王座に挑戦するも敗北。
- 3月13日、三原山噴火見舞いチャリティー興行が開催され若手選手8人で行われたワン・デイ・トーナメントのシングルの部で優勝。
- 3月21日、ジャパングランプリ'87が開幕。公式リーグ戦の初戦でダンプ松本と対戦し敗北。
- 4月25日、ジャパングランプリの公式リーグ戦でブル中野を破り全日本シングル戦の雪辱を果たした。
- 8月20日、タッグリーグ・ザ・ベスト'87が開幕され小松美加のパートナーとして出場する。
- 8月27日、フジテレビ系クイズ番組クイズ・ドレミファドン!で女子プロレス大会が開催され開催中のタッグリーグと同じく小松美加とのペアで出演した。
- 9月9日、全日本女子プロレスのソフトボールチーム・転倒無視が結成されライトのレギュラーとして参加する。
- 10月1日、石黒泰子公認のファンクラブが発足。翌月引退を表明したため、まもなく活動停止となった。
- 12月26日、東京・後楽園ホールにて平田八千代を相手に引退試合を行い現役を引退。

## 得意技
- アトミック・ドロップ
- フロントバスター
- 振り子投げ
- 変形パワーボム

## タイトル歴
- 全日本ジュニア王座

## その他
- 高部知子とは文京区立誠之小学校・文京区立第六中学校で同窓だったという。
- 北斗晶オフィシャルブログ2010年10月25日付のブログタイトル ｢情報求む!｣との文中には石黒の名前が掲載されており、現在消息不明と記されている。北斗はその他の現在消息不明の元同期であり、苦楽を共にした浅生恭子、岡林理恵、中島小百合らの情報提供を自身のブログ上で呼びかけている｡
- 2016年5月18日付の北斗晶オフィシャルブログ内で石黒の姿が写真入りで紹介されており、久々に再会した模様が紹介されている。